# Franciszek Herchold
Franciszek Herchold (ur. 28 stycznia 1900 w Czeladzi, zm. w kwietniu 1940 w Charkowie) – kapitan piechoty Wojska Polskiego, działacz niepodległościowy, lekkoatleta, medalista mistrzostw Polski w skoku w dal, ofiara zbrodni katyńskiej.

## Życiorys
Urodził się 28 stycznia 1900 w Czeladzi, w rodzinie Romana i Franciszki z Kozłowskich. Po odzyskaniu przez Polskę niepodległości wstąpił do Wojska Polskiego. Służył w 5 pułku piechoty Legionów, stacjonującym w garnizonie Wilno. Brał udział w wojnie polsko-bolszewickiej, podczas której został ranny w 1919. Ukończył Szkołę Podchorążych Piechoty, a także kursy narciarskie w 1925 i wychowania fizycznego w Poznaniu. Został awansowany do stopnia porucznika ze starszeństwem z dniem 1 lipca 1921. W 1928 był zweryfikowany w korpusie oficerów piechoty z lokatą 6. Został komendantem Okręgowego Ośrodka WF w Wilnie w 1930. Od 1 stycznia 1932 awansowany do stopnia kapitana. W latach 30. pełnił służbę w Centralnym Instytucie Wychowania Fizycznego w Warszawie. W marcu 1939 w 5 pułku piechoty Legionów w Wilnie na stanowisku oficera mobilizacyjnego.
Franciszek Herchold uprawiał lekkoatletykę, w tym skok w dal i biegi sprinterskie (w szczególności bieg na 200 metrów). Podczas mistrzostw Polski 1923 w Warszawie zdobył srebrny medal w skoku w dal startując w barwach 5 pułku piechoty i osiągając wynik 5,86 m. Startował także w mistrzostwach Armii w tenisie ziemnym.
W czasie kampanii wrześniowej, po agresji ZSRR na Polskę został aresztowany przez Sowietów. Był przetrzymywany w obozie w Starobielsku. Stamtąd nadsyłał korespondencję do bliskich. Wiosną 1940 wraz z innymi jeńcami został przewieziony do Charkowa i rozstrzelany przez funkcjonariuszy Obwodowego Zarządu NKWD w Charkowie oraz pracowników NKWD przybyłych z Moskwy na mocy decyzji Biura Politycznego KC WKP(b) z 5 marca 1940. Pogrzebano go potajemnie w bezimiennej mogile zbiorowej w Piatichatkach, gdzie od 17 czerwca 2000 mieści się oficjalnie Cmentarz Ofiar Totalitaryzmu w Charkowie. Figuruje na Liście Starobielskiej NKWD, pod poz. 600.

## Upamiętnienie
5 października 2007 minister obrony narodowej Aleksander Szczygło mianował go pośmiertnie na stopień majora. Awans został ogłoszony 9 listopada 2007 w Warszawie, w trakcie uroczystości „Katyń Pamiętamy – Uczcijmy Pamięć Bohaterów”.

## Ordery i odznaczenia
- Krzyż Walecznych czterokrotnie[17]
- Medal Niepodległości – 9 listopada 1933 „za pracę w dziele odzyskania niepodległości”[18][19]
- Srebrny Krzyż Zasługi – 19 marca 1931 „za zasługi na polu wychowania fizycznego”[20]
- Medal Pamiątkowy za Wojnę 1918–1921[9]
- Medal Dziesięciolecia Odzyskanej Niepodległości[9]
- łotewski Medal Pamiątkowy 1918-1928 – 6 sierpnia 1929[21]